# Chov ovcí
Ovce spadají do skupiny hospodářských zvířat a obvykle se chovají ve stádech. A jsou jednoduše přizpůsobitelné různým podnebím. 

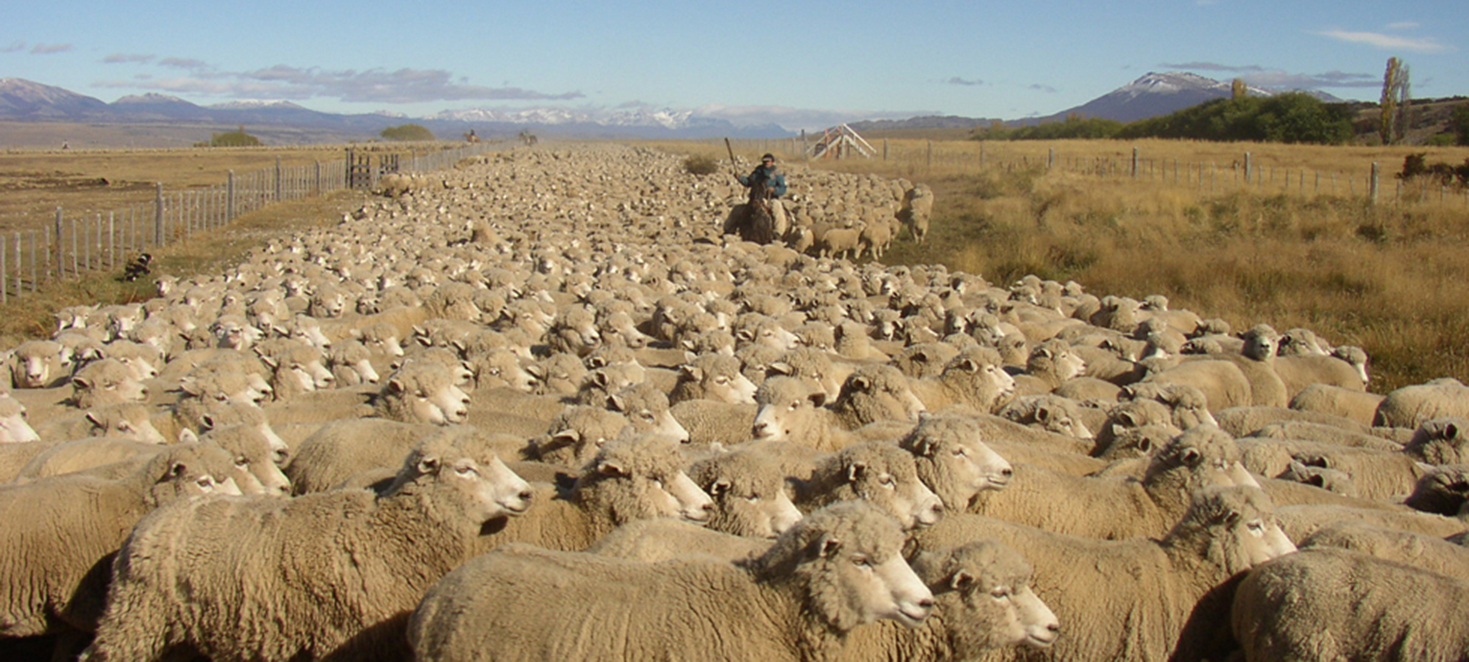
Ovce v Patagonii v Argentině

Chov ovcí býval v Čechách a zejména na Moravě (Valašsko) značně rozšířen od nepaměti.[zdroj?] Chovaly se hrubovlné ovce, které poskytovaly kromě vlny i mléko. Sukna z této vlny byla sice pevná, avšak hrubá. Tenčí a hebčí sukna se nakupovala draze z Anglie. V 18. století, v období četných válek, kdy stoupla potřeba vlny pro výrobu uniforem, tak stát přicházel o značné peníze. Císařovna Marie Terezie proto roku 1770 rozhodla nakoupit ušlechtilé berany a ty rozdělit bezplatně některým panstvím s tím závazkem, že po 2–3 letech chovu přenechají bezplatně stejný počet beranů okolním hospodářům. Protože tehdy byla jemná vlna v kurzu, snažili se i samotní hospodáři. Rozšiřovali své chovy o ušlechtilá plemena, zakládali nové ovčíny, přilehlou půdu měnili na pastviny. Tento trend měl dopad i na rybníkářství. Vzhledem k nízké ceně kaprů totiž započalo na řadě míst vysoušení rybníků a jejich postupná přeměna na pastviny.
Za zlatou éru českého ovčáctví lze považovat 30. léta 19. století.[zdroj?] Ceny vlny byly poměrně vysoké a pro řadu statků to byl tehdy nejvýznamnější zdroj prostředků. S rostoucím objemem produkce se cena vlny postupně snížila až na polovinu. Se změnami hospodářských poměrů po roce 1848, úbytkem luk na úkor obilí, modernizací zemědělské výroby a v neposlední řadě vlivem australské a jihoamerické konkurence se počet ovcí neustále tenčil, především ve prospěch skotu a vepřů. Jestliže byl počet ovcí ve čtyřicátých letech 19. století cca 1,5 milionu, v roce 1890 již jen 400 tisíc. Tehdy se však ovce chovaly již spíše pro maso, žádané na anglickém a francouzském trhu. Po zavedení ochranářských opatření v těchto zemích a nasazením vysokých cel na dovoz skopového masa padla však i ta poslední možnost, jak na chovu ovcí vydělat. Chov ovcí tak během několika dalších desetiletí téměř vymizel.[zdroj?]